# خوزه لیناردو دی سوزا
خوزه لیناردو دی سوزا (به پرتغالی: José Leandro de Souza) هافبک اهل برزیل است که در شهر Nhandeara - SP و در تاریخ ۱۴ مهٔ ۱۹۸۵ به دنیا آمده‌است.
خوزه لیناردو دی سوزا در تیم‌های فوتبال Sociedade Esportiva Matsubara سابقهٔ حضور دارد.